# Spitfire '40
Spitfire '40 est un jeu vidéo de simulation de vol de combat publié par Mirrorsoft (Avalon Hill en Amerique) en 1985 sur Commodore 64. Il est ensuite porté sur Amstrad CPC, ZX Spectrum et Atari ST. Le jeu se déroule pendant la Seconde Guerre mondiale et met le joueur aux commandes d’un Spitfire pendant la bataille d’Angleterre. Il propose trois modes de jeu dont deux pour l’entrainement, au pilotage ou au combat, et un pour le combat aérien. Le joueur contrôle son avion en vue à la première personne dans un environnement en trois dimensions. La fenêtre principale du jeu affiche une vue succincte du cockpit, le joueur devant appuyer sur la touche espace pour afficher le panneau d’instrumentation,.

## Accueil
| Spitfire '40      |      |       |
| Média             | Pays | Notes |
| Sinclair User     | GB   | 5/5   |
| The Games Machine | GB   | 57 %  |
| Zzap!64           | GB   | 33 %  |